# Rupertia
Rupertia, biljni rod iz porodice mahunarki raširen uz pacifičku obalu Sjeverne Amerike, od Britanske Kolumbije do sjeverozapadnog Meksika. Pripadaju mu tri vrste trajnica

## Vrste
1. Rupertia hallii (Rydb.) J.W.Grimes
2. Rupertia physodes (Douglas) J.W.Grimes
3. Rupertia rigida (Parish) J.W.Grimes